# Uraga trifida
Uraga trifida är en fjärilsart som beskrevs av Paul Dognin 1908. Uraga trifida ingår i släktet Uraga och familjen björnspinnare. Inga underarter finns listade i Catalogue of Life.